# Groene naaldaar
Groene naaldaar (Setaria viridis) is plantensoort uit de grassenfamilie (Poaceae).

## Determinatie
Groene naaldaar is een eenjarige, kruidachtige plant die een hoogte bereikt van 20–150 cm. Ze heeft sterk uitstoelende groeiwijze en heeft rechtopstaande, onder de bloeiwijze geribbelde stengels met op de ribben kleine stekeltjes. Het blad is kaal en heeft een gewimperd tongetje (ligula). De onderkant van het blad voelt door de kleine tandjes ruw aan. De bladschede is alleen bovenaan langs de rand kort behaard.
De soort bloeit van juli tot september. De bloeiwijze is een 7–10 mm dikke aarpluim met 1,8–2,5 mm lange aartjes. Het onderste kelkkafje is veel korter dan het bovenste. Het bruinige, onderste kroonkafje (lemma) van de vruchtbare bloem is glad of dwars gerimpeld en wordt geheel of gedeeltelijk bedekt door het bovenste kelkkafje. Het bovenste kroonkafje (palea) van de onvruchtbare bloem is half zo lang als het onderste kroonkafje. Onderaan het aartje zitten 1–3, 5 mm lange, groene of paarsrode borstels met naar boven gerichte tandjes, waardoor ze bij het opstrijken niet haken. De 0,9 mm lange helmhokjes zijn donkerpurper en de stempels zijn purper.
De vrucht is een 2 mm lange graanvrucht en valt met het gehele aartje tegelijk af.

## Ecologie
Groene naaldaar komt voor op droge zandgrond op akkerland, in moestuinen en in wegranden. Daarnaast wordt zij ook erg veel aangetroffen tussen niet-betreden plaveisel en aan muurvoeten.

## Verspreiding
Het natuurlijke verspreidingsgebied van groene naaldaar strekt zich uit over Eurazië. In Nederland komt de soort voor in heel het land, maar is zeldzamer in het noorden.

## Geschiedenis
Groene naaldaar vormde het basisvoedsel van vele stammen in Europa sinds de bronstijd. In de 18de eeuw werden in Oost-Europa de rijpe aren met een sikkel geoogst en verzameld in het schort. Het stro werd later in het seizoen met een zeis afgemaaid.
De soort wordt beschouwd als de wilde voorouder van de gedomesticeerde trosgierst (Setaria italica).

## Fotogalerij

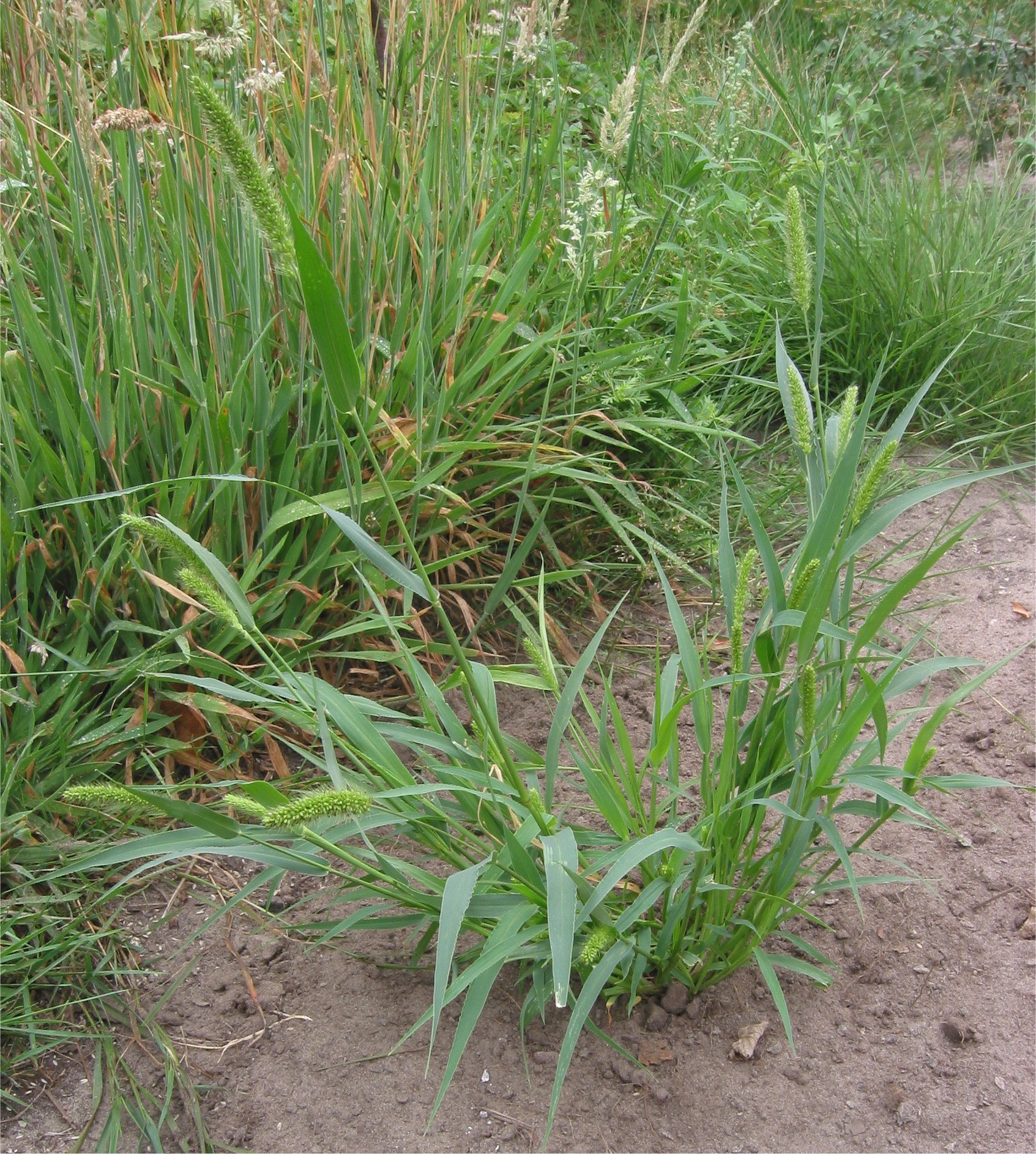
Groene naaldaar
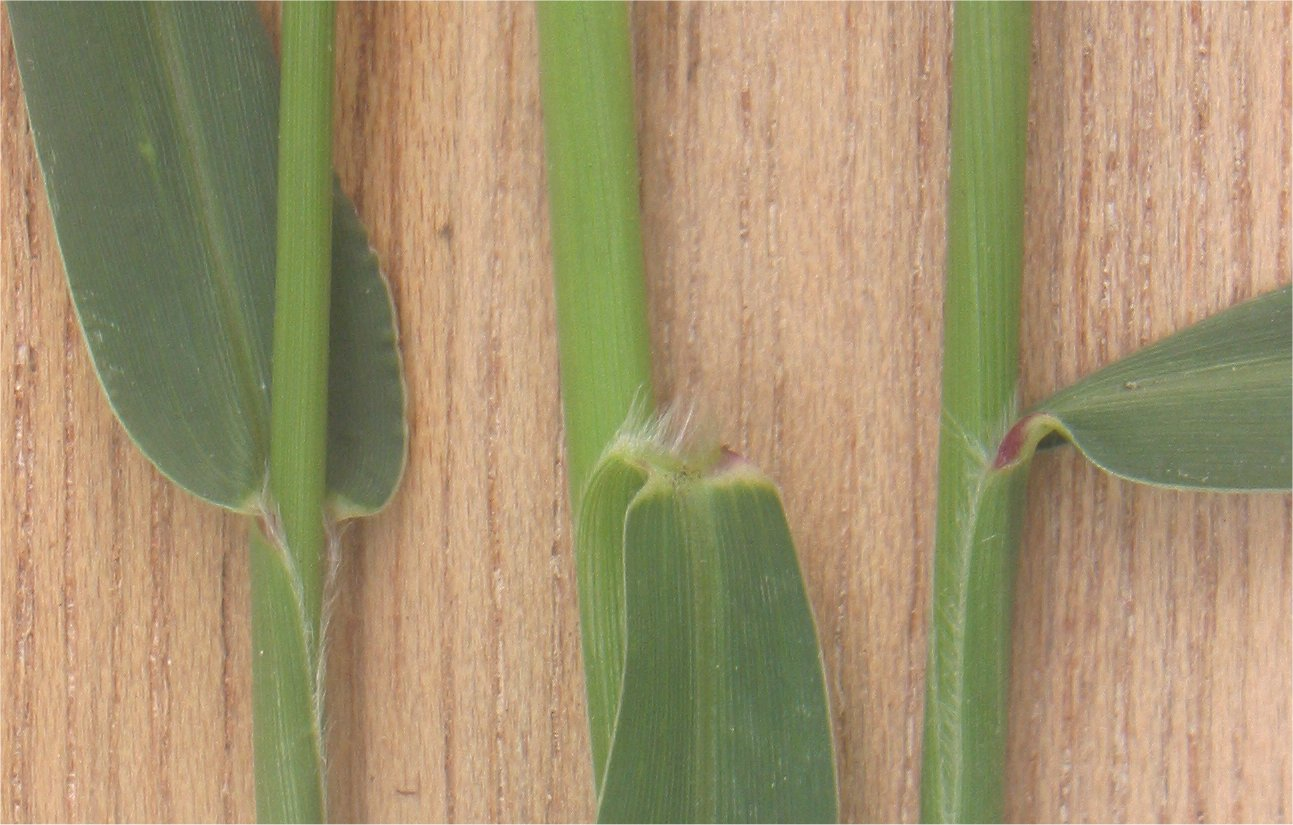
Tongetje
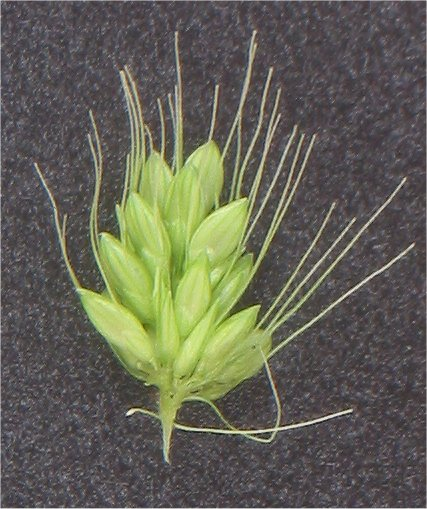
Aartjes met borstels
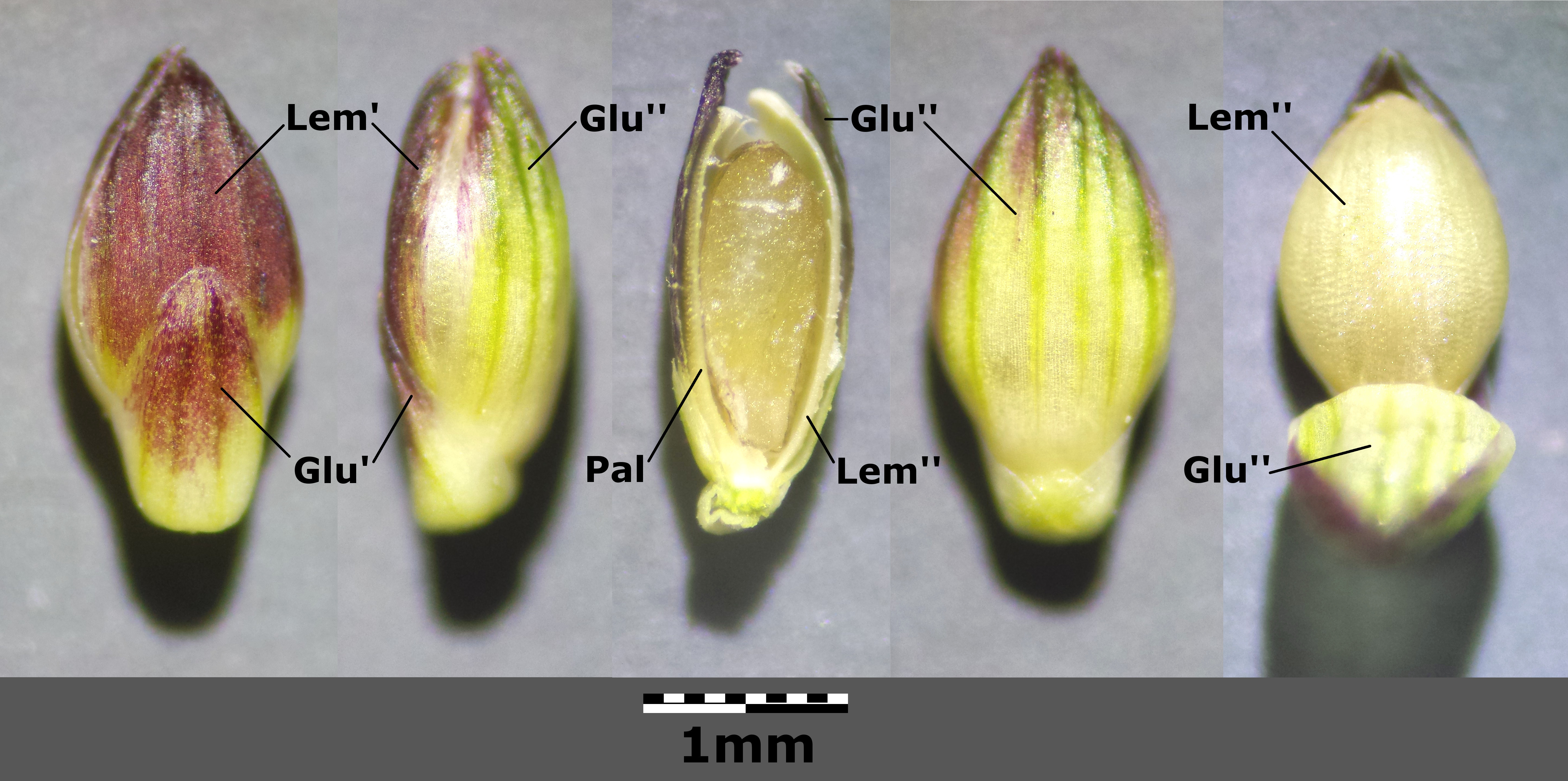
Aartje
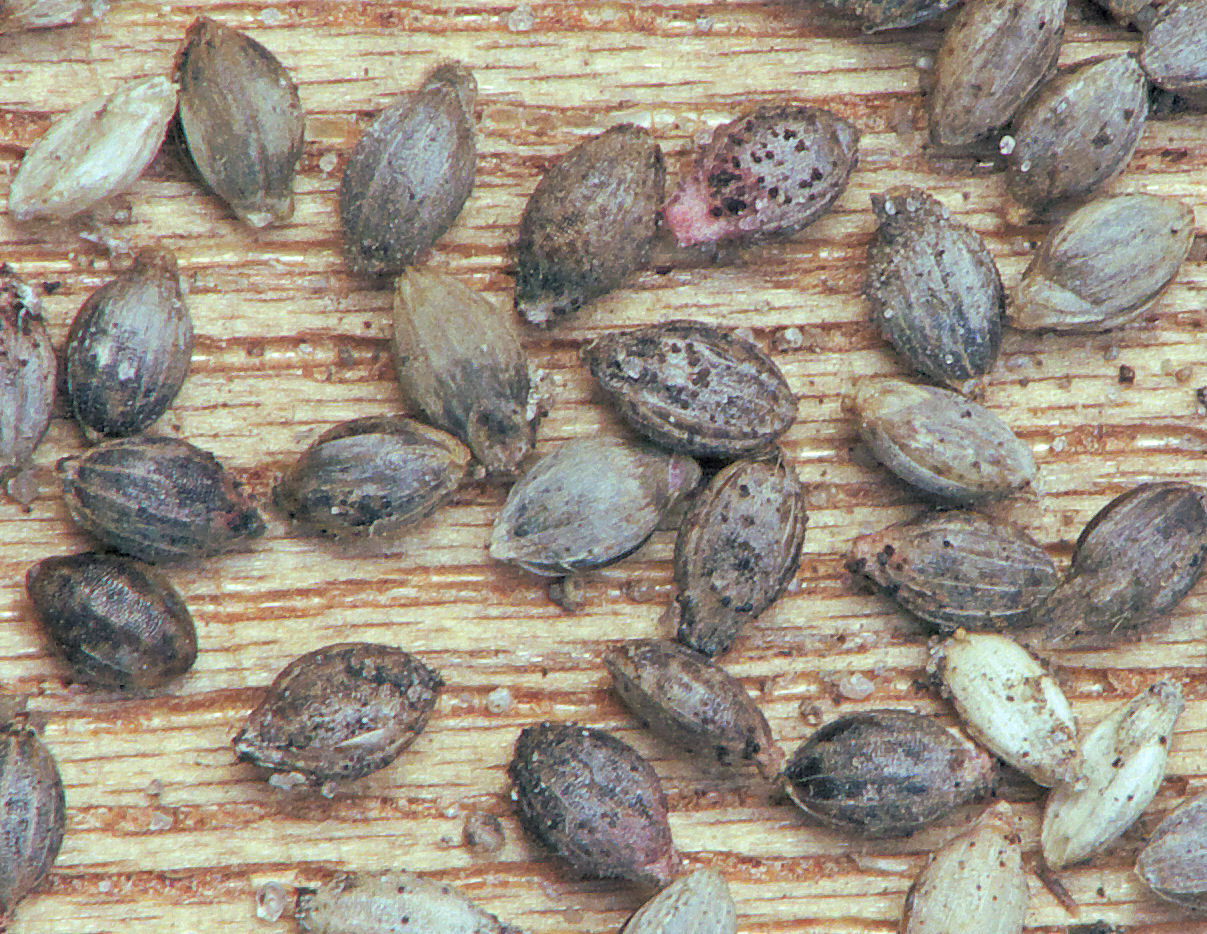
Vruchten (zaden)
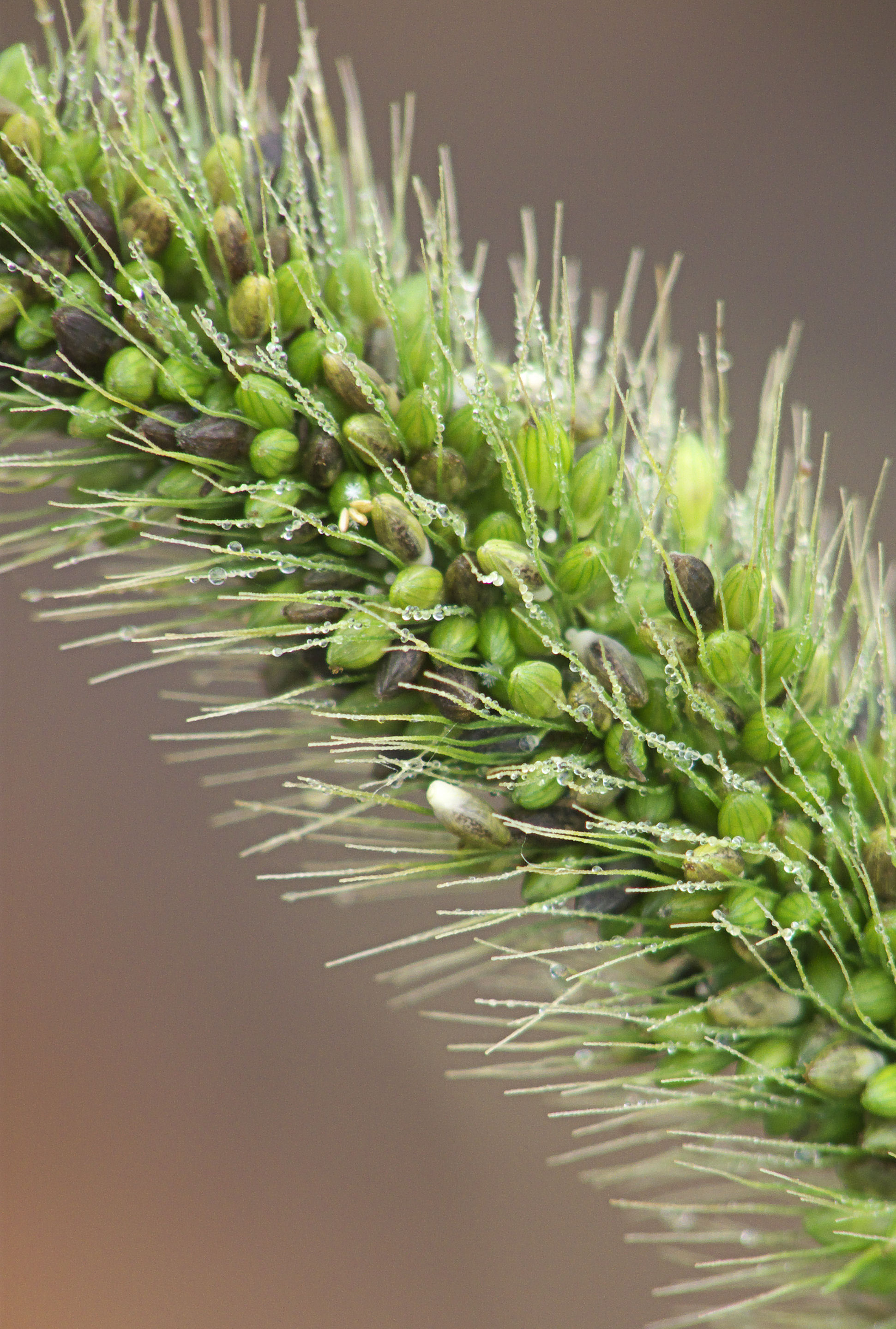
Groene borstels
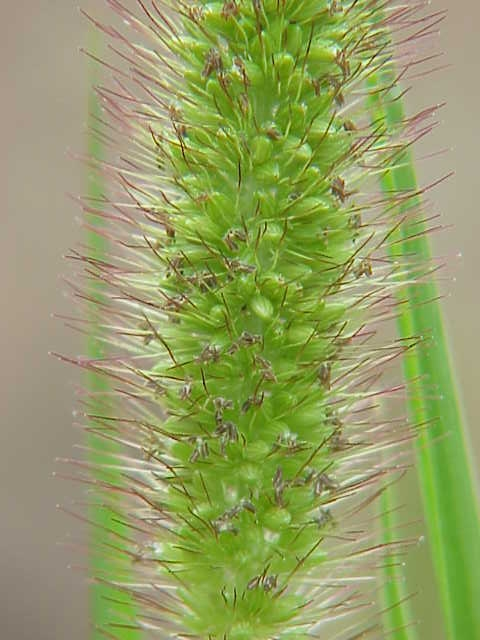
Paarsrode borstels